# Света Варвара (Драгош)
„Света Варвара“ (на македонска литературна норма: „Света Варвара“) е поствизантийска църква, разположена западно от битолското село Драгош, Северна Македония, част от Преспанско-Пелагонийската епархия на Македонската православна църква – Охридска архиепископия.
Църквата е малък еднокорабен храм, изграден в поствизантийско време, на самата съвременна граница с Гърция. До края на XX век на източната фасада, в триъгълното пространство над апсидалната конха, са запазени остатъци от композицията „Възнесение на Свети Илия“. След обновителни дейности от местното население са унищожени всички елементи, които биха могли да определят по-точно датирането на малката църква. В края на XX век няколко икони от църквата са пренесени в битолската катедрала „Свети Димитър“. В Музея на Македония в Скопие се намира иконата на Св. св. Теодор Тирон и Теодор Стратилат, датирана към края на XV или началото на XVI век.